# Сен-Лоран-де-Левезу
Сен-Лора́н-де-Левезу́ (фр. Saint-Laurent-de-Lévézou, окс. Sent Laurenç de Leveson) — коммуна во Франции, находится в регионе Окситания. Департамент — Аверон. Входит в состав кантона Везен-де-Левезу. Округ коммуны — Мийо.
Код INSEE коммуны — 12236.
Коммуна расположена приблизительно в 520 км к югу от Парижа, в 140 км северо-восточнее Тулузы, в 35 км к юго-востоку от Родеза.

## Население
Население коммуны на 2008 год составляло 156 человек.
| 1962 | 1968 | 1975 | 1982 | 1990 | 1999 | 2008 |
| ---- | ---- | ---- | ---- | ---- | ---- | ---- |
| 166  | 198  | 166  | 157  | 124  | 152  | 156  |

## Экономика

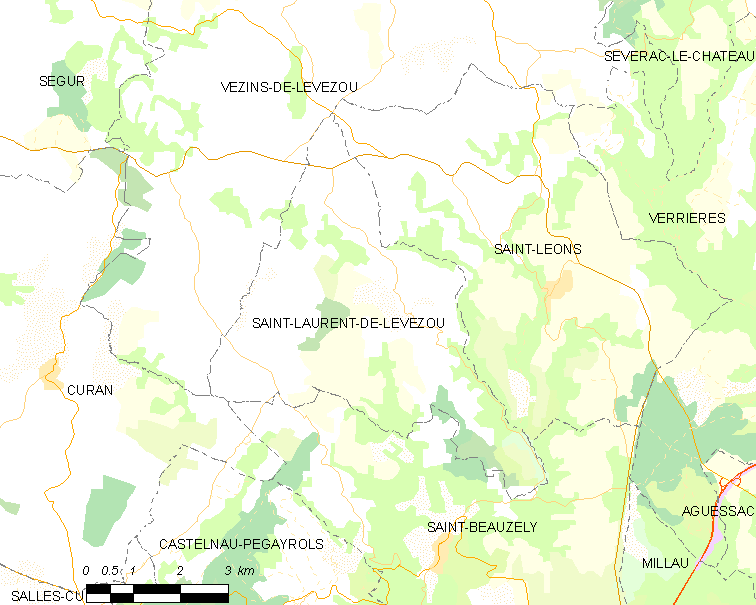
Карта коммуны

В 2007 году среди 97 человек в трудоспособном возрасте (15—64 лет) 76 были активны, 21 — неактивная (показатель активности 78,4 %, в 1999 году было 70,7 %). Из 76 активных работало 75 человек (42 мужчины и 33 женщины), безработных было 1 (0 мужчин и 1 женщина). Среди 21 неактивной 5 человек были учениками или студентами, 14 — пенсионерами, 2 были неактивными по другим причинам.